# 1044
سنة 1044 كانت سنة كبيسة تبدأ يوم الأحد (الرابط يظهر نموذج التقويم الكامل للسنة) من التقويم اليولياني.

## وفيات
- الشريف المرتضى.
- ابن ماما.
- مجاهد العامري.